# Wendy Ey
Wendy Ey (21 de mayo de 1938 -30 de mayo de 1997), nacida como Wendy Hayes, fue una atleta de pista y campo, administradora, académica, autora y feminista australiana.

## Carrera
Ey fue campeona de atletismo de velocidad y obstáculos desde 1954 hasta 1960 y medallista de plata en los Juegos de la Mancomunidad en Cardiff, Gales, en 1958. También se destacó en squash y hockey. Continuó activa como deportista toda su vida y fue campeona mundial en atletismo.
Fue profesora e investigadora en educación física en la Universidad de Australia del Sur. También se desempeñó como coautora y publicó una serie de artículos sobre las mujeres en el deporte. En 1987 fue nombrada Asesora de Mujeres del Ministro de Deportes y Recreación de Australia Meridional. Murió de cáncer en 1997.

## Beca Wendy Ey
Ey se comprometió a mejorar las oportunidades de las mujeres en el deporte y la recreación. Su legado ha continuado a través del establecimiento de becas por parte de la Oficina de Recreación y Deporte, para alentar y ayudar a las entrenadoras u oficiales (que están entrenando/dirigiendo, o esforzándose por entrenar/dirigiendo a un nivel de élite), a aceptar más oportunidades de desarrollo en su deporte elegido.

## Premios Wendy Ey
En reconocimiento y honor a su trabajo, Sports Medicine Australia ha otorgado el "Premio Wendy Ey al mejor artículo sobre mujeres en el deporte" como parte de su Conferencia anual de ciencia y medicina en el deporte desde 1998.